# (4937) Lintott
(4937) Lintott est un astéroïde de la ceinture principale.

## Description
(4937) Lintott est un astéroïde de la ceinture principale. Il fut découvert le 1er février 1986 à La Silla par Henri Debehogne. Il présente une orbite caractérisée par un demi-grand axe de 2,60 UA, une excentricité de 0,16 et une inclinaison de 16,9° par rapport à l'écliptique.

## Compléments